# Gatcsina
Gatcsina (oroszul: Гатчинa; neve 1923-tól 1929-ig Trock, 1929-től 1944-ig Krasznogvargyejszk) város Oroszország európai részén, Szentpétervár vonzáskörzetében.
Területe 29 km². Lakossága: 89 100 fő (2007); 92 937 fő (a 2010. évi népszámláláskor). A Leningrádi terület legnagyobb lélekszámú városa.
Ismert tudományos kutató központja a Szentpétervári Magfizikai Intézet, a hozzá tartozó ciklotronnal. A lakosság jelentékeny része a közeli nagyváros munkahelyein dolgozik, illetve oktatási intézményeiben tanul. Az ingázók helyzetét az ún. elektricska, helyközi vasút teszi viszonylag könnyebbé. Gatcsina nevét palotája és parkja, az egykori cári rezidencia tette híressé, mely a város történetében is meghatározó volt.
A városközpontot és az épületegyüttest Szentpétervár és környéke más műemlékeivel együtt 1990-ben felvették az UNESCO világörökség listájára.

## Fekvése
Gatcsina Szentpétervártól 45 km-re délnyugatra, az Izsori-dombságtól keletre, sík területen fekszik, tengerszint feletti magassága nem haladja meg a 100 m-t. Északi szélén folyik a Néva mellékfolyója, az Izsora, ennek két mellékfolyója élteti a központi városrész parkjait. Néhány kisebb tó teszi változatossá a város területét. A Balti-tenger közelsége határozza meg éghajlatát: a tél viszonylag enyhe, a nyár mérsékelten meleg.

## Története

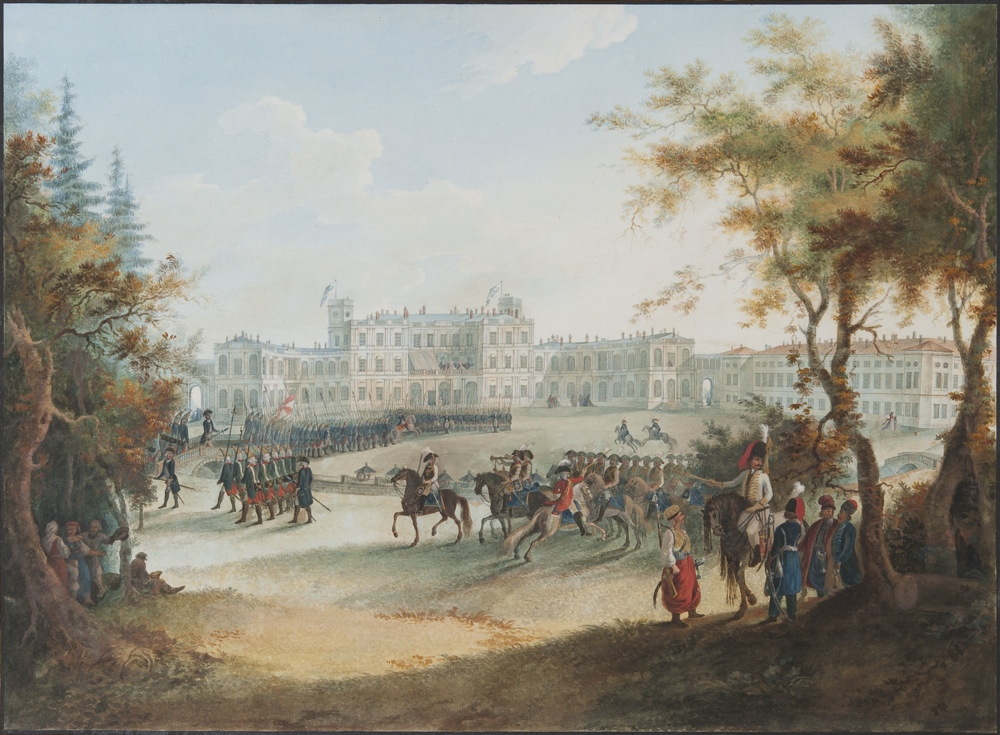
A gatcsinai park egy 18. századi festményen

A város őse, Hotcsino falu neve írásban először egy 1499-ben keletkezett novgorodi feljegyzésben fordul elő. A vidék feletti fennhatóságért Oroszország és Svédország többször folytatott háborút. A sztolbovói béke (1617) értelmében Svédország kapta meg a területet, a 18. század elején azonban az északi háborúból győztesen kikerült Oroszország szerezte meg.
A kis települést és környékét 1765-ben II. Katalin orosz cárnő kegyencének, az őt hatalomra segítő G. G. Orlov grófnak adományozta, aki fényűző palotát építtetett. Orlov halála után a palotát és a birtokot a cárnő az örököstől visszavásárolta és fiának, a későbbi I. Pál cárnak ajándékozta. Gatcsina 1796-ban városi rangot kapott. I. Pál halála után az özvegy Marija Fjodorovnáé, később a cárok birtoka lett.
1853-ban kiépült a vasút, 1910-ben katonai repülőtér létesült, és itt alakult meg az ország első pilótaképző iskolája. A második világháború idején a várost megszállták a német csapatok, a palota kincseinek, műtárgyainak többsége eltűnt, épületei kiégtek; a háború után egy részüket a hadsereg használta. A palota elsőként helyreállított néhány termét mint múzeumot csak 1985-ben nyitották meg a közönség előtt, de a teljes helyreállítás még a 21. század első éveiben sem fejeződött be.

## Látnivalók
Gatcsina első számú nevezetessége természetesen a palota épületegyüttese a körülötte kialakított hatalmas parkkal. Különleges látnivalója emellett a N. A. Lvov tervei alapján egy kis tó partjára épített Perjeli palota (Приоратский дворец, 1798). A kastély a Máltai Lovagrend perjele számára készült, később Gatcsina egyik szimbóluma lett. A város templomai közül kiemelkedik a Pál apostol tiszteletére épült katedrális, kulturális létesítményei közül megemlíthető a repülőgépmotorok történetét bemutató múzeum.

### A palota és parkja

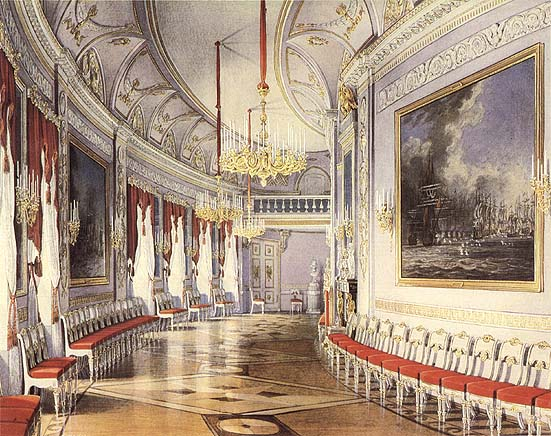
A palotabelső részlete egy 1877-ben készült festményen

A tóparti alacsony dombon emelkedő gatcsinai palota Antonio Rinaldi tervei alapján épült 1766-1781 között, ekkor alakították ki a körülötte elterülő parkot is. Orlov gróf (később herceg) halála után az új tulajdonos, I. Pál 1796-ban a palotát Vincenzo Brenna tervei szerint átépíttette. Az épületegyüttes zárt, erődre emlékeztető formája ekkor alakult ki; vizes árkot és több felvonóhidat is létesítettek, ezeket később megszüntették.  Ismeretes, hogy rezidenciájában a leendő cár harci gyakorlatokat, hadijátékokat, egész kis ütközeteket rendeztetett, sőt a tavon kisebb flottát is tartott, ezt szolgálta az erre a célra épített Admiralitás épülete. A 19. század közepén újabb jelentős átépítés során nyerte el a palota mai formáját.
A központi épületet kétoldalt szimmetrikusan elhelyezett, négyzetes alaprajzú épületszárny egészíti ki, ezek együtt nagy üres teret zárnak közre. Az épületegyüttest két kiemelkedő, négyszög alaprajzú bástyatorony uralja. A szigetekkel tarkított tó partján elterülő parkban külön madárház, botanikuskert, vadaspark épült. A pavilonok, oszlopcsarnokok közül néhány ma is őrzi az Orlov-grófok emlékét; ilyen a Sas-pavilon (az orosz orjol szó jelentése: "sas") és a Cseszmei obeliszk. (Az Égei-tengeren,  a Cseszmei-öbölben 1770-ben lezajlott győztes tengeri csatát a másik Orlov-fivér, Alekszej Grigorjevics Orlov gróf vezényelte.)